# 24410 Juliewalker
24410 Juliewalker è un asteroide della fascia principale. Scoperto nel 2000, presenta un'orbita caratterizzata da un semiasse maggiore pari a 2,2406870 UA e da un'eccentricità di 0,1707945, inclinata di 6,58368° rispetto all'eclittica.